# Ion Ștefan Baicu

Ion Baicu

Ion Ștefan Baicu (n. 8 octombrie 1934, Rubla, comuna Valea Râmnicului, județul Buzău) este un profesor universitar și istoric român.
A deținut funcția de președinte al Comitetului de Cultură și Artă al județului Prahova, apoi, timp de mai multe decenii, a fost cadru didactic la Universitatea Petrol-Gaze din Ploiești. În prezent e pensionar și activează, ca profesor de politologie, la filiala din Ploiești a Universității “George Barițiu” din orașul Brașov.
Este căsătorit și are doi copii și doi nepoți.

## Biografie
După absolvirea școlii primare și gimnaziale în localitatea natală, Ion Șt. Baicu a devenit elevul Liceului Pedagogic „Costache Negri” din Galați, unde a obținut titlul de șef de promoție (1950-1954). În continuare a urmat cursurile Facultății de Istorie-Filologie de la Universitatea „Alexandru Ioan Cuza” din Iași (1955-1959); în anul 1968 i s-a acordat calitatea de doctor în istorie în urma susținerii, în București, a tezei cu titlul „Mișcarea muncitorească și legislația muncii în România. 1918-1921”, care, în anul 1972, în rezumat, ca parte a unei culegeri, a fost publicată la Editura Științifică. A frecventat, la zi, programul pentru cursuri postuniversitare și doctorat la fosta Academie „Ștefan Gheorghiu” din București, care era acreditată de Ministerul Învățământului.
Intrând în activitatea concretă, Ion Șt. Baicu, după ce inițial funcționase ca învățător în mediul rural, a ocupat postul de profesor de istorie la licee din Râmnicu Sărat și Ploiești. În cel din urmă oraș, el a îndeplinit atribuțiile directorului de studii de la actualul Colegiu Național “I.L. Caragiale”, unde a contribuit și la editarea revistei școlare „Curierul Liceului”. Între anii 1974 și 1979, când a fost diriguitor în domeniul culturii și artei, el a avut dese ocazii de a participa activ, în străinătate, la colocvii și mese rotunde, inclusiv la festivaluri internaționale de folclor, conducând formații populare de dansuri și corale prahovene; ele au câștigat medalii de aur și de argint, la Messina - Italia, Stuttgart și Magdeburg din Germania și Corck – Irlanda. (Medaliile se găsesc azi în arhiva Direcției de Cultură a județului Prahova)
În 1975 a inițiat, împreună cu alți colaboratori, reluarea cursurilor din cadrul Universității Populare de Vară “Nicolae Iorga” de la Vălenii de Munte, unde a ținut conferințe pe teme privind legăturile savantului cu Prahova; de asemenea, el a profitat de unele prilejuri pentru a-și îmbogăți cunoștințele de specialitate în urma contactelor și a convorbirilor cu personalități de vază, invitate de a rosti intervenții de la pupitrul iorghist, așa cum au fost academicienii Ștefan Ștefănescu, Jean Livescu, Virgil Cândea, Mircea Petrescu-Dâmbovița, Gheorghe Platon și profesorii universitari Mihai Berza, Dumitru Almaș, Cornelia Bodea, Hadrian Daicoviciu și alții de la universitățile din București, Iași și Cluj-Napoca.
În perioada când era președinte al Comitetului de Cultură și Artă al județului Prahova și se ocupa de reluarea cursurilor Universității Populare de Vară de la Vălenii de Munte, Ion Șt. Baicu a reeditat ziarul care apăruse, odinioară, sub egida lui Nicolae Iorga: "Neamul Românesc". Stilul naționalist al ziarului l-a deranjat pe Nicolae Ceaușescu care a cerut personal, în 1978, interzicerea acestuia și sistarea cursurilor de la Vălenii de Munte.
Prin concurs, în 1977, Ion Șt. Baicu a obținut postul de conferențiar la disciplina Probleme fundamentale ale istoriei României de la Institutul de Petrol și Gaze din Ploiești; în paralel cu munca didactică și de cercetare științifică, el avea să activeze, deseori, ca președinte al unor comisii de bacalaureat la licee din orașele: Târgoviște, Constanța, Oltenița, Titu de Argeș, Câmpina și Ploiești. După anul 1990, el va fi desemnat ca șef al Catedrei de Științe Socio-Umane și Juridice și ca membru al Senatului noii Universități “Petrol-Gaze” din reședința județului Prahova; în context, a izbutit să introducă în planul de învățământ al instituției trei noi Cursuri, pe care le-a și predat: “Politologie”, “Istoria Uniunii Europene” și “Istoria Economiei Naționale”. Eliberat de presiunea și de restricțiile, impuse de ideologia vechiului sistem politic totalitar, el și-a axat preocupările de cercetare științifică numai în spiritul adevărului istoric, reieșit din realități și întemeiat pe izvoare documentare din arhive; de asemenea a luat parte, ca membru fondator, la constituirea “Fundației pentru istoria Prahovei” și a “Fundației Oamenilor de Știință din Prahova”, inclusiv la apariția revistelor de specialitate “ANUAR” și “Arhivele Prahovei” (1992-2002).
În anul 2002, Ion Șt. Baicu a ieșit la pensie, dar a continuat să activeze în învățământul superior particular; el a predat aceleași cursuri studenților de la Universitatea “Mihai Viteazul” și de la filiala din Ploiești a Universității “George Barițiu” din orașul Brașov. Simultan cu munca didactică a desfășurat și încă mai desfășoară o rodnică activitate de cercetare științifică: a publicat articole, evocări și studii de istorie și pe teme ale științei politice în reviste de specialitate și de cultură, precum “Dosarele Istoriei” și “Axioma”; de asemenea a întocmit manuale universitare și a editat lucrări monografice, unele dedicate vieții și operei lui Nicolae Iorga, altele vizând doctrinele și curentele politice, la care s-a adăugat cartea “Politologie în compania Muzei Clio”. În această perioadă a devenit el membru al clubului istoricilor “Nicolae Iorga” și al Societății Culturale “Ploiești-Mileniul III”; în timp a contribuit cu capitolul Viața politică la Ploiești. 1848-1948 la  întocmirea lucrării, recent lansate, Marea Carte a Ploieștilor.
Pentru meritele sale, Ion Șt. Baicu a primit distincții, precum următoarele, păstrate în arhiva personală a beneficiarului:
- Diplomă de Excelență din partea Universității “Petrol-Gaze” din Ploiești (“În semn de înaltă considerație pentru întreaga activitate didactică și științifică, pusă în slujba dezvoltării învățământului superior prahovean”).
- Medalia de Onoare acordată de Societatea Culturală “Ploiești-Mileniul III” (“În semn de înaltă considerație pentru contribuția și promovarea valorilor cultural-științifice ale României”).
- Medalia Jubiliară a Consiliului Județean Prahova la centenarul Universității Populare de Vară “Nicolae Iorga” de la Vălenii de Munte (“Pentru promovarea operei lui Nicolae Iorga și a Culturii Românești”).
- Diplomă de Excelență din partea Inspectoratului de Cultură al județului Prahova (“Pentru întreaga activitate dedicată, cu profesionalism și pasiune, promovării valorilor perene ale culturii și artei pe teritoriul Prahovei”).
- Diplomă de Fidelitate acordată de primăria municipiului Ploiești. (“Pentru atașamentul față de valorile culturii și civilizației, pentru merituoasa contribuție la promovarea lor, la nivel instituționalizat, la Ploiești”).
- Insigna “Ploiești-City” (Cu prilejul lansării monografiei “Marea Carte a Ploieștilor” sub egida Editurii “Ploiești-Mileniul III”).
- Diploma de Onoare primită din partea Societății Culturale “Ploiești-Mileniul III” (Cu ocazia aniversării împlinirii a zece ani de la înființare. 2001-2011).

## Cărți publicate: lucrări monografice, manuale și culegeri de studii, articole și documente
1. Mișcarea muncitorească și legislația muncii în România. 1864-1944, București, Editura Științifică, 1972 (coautor, capitolul II vizând anii 1918-1921, rezumatul tezei de doctorat, 50 din totalul de 300 pagini cu date inedite din arhive).
2. Prahova – tradiții de luptă și înfăptuiri, Ploiești, “Întreprinderea Poligrafică”, 1974 (coautor, 30 din totalul de 180 pagini de istorie locală).
3. Izvoare istorice prahovene. 1918-1928, culegere de documente, Ploiești, Comitetul de Cultură și Artă și filiala Prahova a Arhivelor Statului, 1975 (redactor responsabil, 275 pagini).
4. Izvoare istorice prahovene. 1929-1933, culegere de documente, Ploiești, Comitetul de Cultură și Artă și filiala Prahova a Arhivelor Statului, 1976 (redactor responsabil, 278 pagini).
5. Prahova – Vatră de Istorie, culegere de studii și articole, Ploiești, Comitetul de Cultură și Artă și Muzeul de Istorie și Arheologie, 1977 (unul dintre coordonatori, 235 pagini).
6. Istoria Prahovei în date cronologice, partea I și II, Ploiești, Comitetul de Cultură și Artă și Biblioteca “Nicolae Iorga”, 1977 (coautor, 894 pagini).
7. Monografia județului Prahova, București, Editura “Sport-Turism”, 1978 (coautor, 30 din totalul de 346 pagini vizând țara lui Moș Ploae).
8. Mișcarea Socialistă în Valea Prahovei. 1870-1918, Ploiești, 1985 (Manuscris, 150 pagini).
9. Istoria modernă a economiei naționale. 1821-1918, manual, Ploiești, “Tipografia U.P.G.”, 1996 (312 pagini cu exemple din Prahova).
10. Din istoria social-democrației în Valea Prahovei – Epoca Modernă, Ploiești Editura “Prahova”, ediția I în anul 1996 și ediția II în anul 2001 (276 pagini).
11. Universitatea Petrol-Gaze. 1948-1998, monografie, publicată la semicentenarul instituției, Editura “Universității din Ploiești”, 1998 (coautor, 245 pagini).
12. Nicolae Iorga și Prahova. Documente: 1889-1948, culegere de documente, București, Editura “Silex”, ediția I, 1998 și Cerașu, Editura “Scrisul Prahovean”, ediția II, 2000 (coautor, 500 pagini, 962 documente din arhive și presă).
13. O istorie economică a românilor în epoca modernă. 1821-1918, manual, Editura “Universității din Ploiești”, 2000 (266 pagini).
14. Viața politică prahoveană. Documente: 1919-1938, Editurile “Silex” și “Scrisul Prahovean”, 2000 (coautor, 466 pagini, 1025 documente din arhive și presă).
15. Comentarii pe teme de istorie economică – epoca modernă: 1821-1918, culegere de studii și articole, Cerașu, Editura “Scrisul Prahovean”, 2000 (148 pagini).
16. Nicolae Iorga in memoriam – 130 de la naștere, culegere de evocări, Ploiești, Editura “Noel Computers” și Biblioteca “Nicolae Iorga”, 2001 (coautor, 296 pagini).
17. Nicolae Iorga in memoriam. 1871-2001, tabel cronologic adnotat, Ploiești, Editura “Prahova”, 2001 (224 pagini cu date legate de Prahova).
18. Să nu uităm odiseea Transilvaniei și Tratatul de Pace de la Trianon!, culegere de studii, Ploiești, Editura “Prahova”, 2001 (114 pagini și harta României Mari).
19. Istoria Românilor – întrebări și răspunsuri, îndrumar pentru candidații la examenul de admitere în U.P.G., Editura “Universității din Ploiești”, edițiile din anii 1999-2004 (coautor, 6 x 130 = 780 pagini utile pentru scopul propus de autori).
20. Momente din istoria social-democrației române: Epoca Contemporană. 1918-2002, cuvânt înainte de prof. univ. dr. Ioan Scurtu, Ploiești, Editura “Prahova”, 2003 (508 pagini).
21. Doctrine Politice în epocile modernă și contemporană, Ploiești, Editura “Prahova”, 2004 (coautor, 120 pagini cu exemple de personalități).
22. Nicolae Iorga și Partidul Naționalist Democrat în viziunea presei și a documentelor de arhivă prahovene. 1890-1948, București, Editura “Academiei Române”, 2005 (215 pagini).
23. Doctrine și Curente Politice – ieri și azi, Ploiești, Editura “Typodas Press”, 2006 (coautor, 112 pagini pe bază de lucrări din străinătate).
24. O istorie a social-democrației în Ploiești și Valea Prahovei. 1870-1948, cuvânt înainte de acad. Florin Constantiniu, Editura “Ploiești-Mileniul III”, 2008 (coautor, 354 pagini).
25. Cursurile de Vară ale Universității Populare “Nicolae Iorga” de la Vălenii de Munte – un secol de la înființare, Ploiești, Editura “Libertas”, 2008 (coautor, 230 pagini).
26. Politologie în compania Muzei Clio, manual, Ploiești, Editura “Sprinten Infomar”, 2011 (coautor principal, 397 pagini cu pilde din istoria românilor).
27. Istorici și istoriografie pe plaiurile Prahovei: secolele XVII-XXI, culegere de medalioane, Ploiești, 2012 (500 pagini), cu un Cuvânt înainte de conf. univ. dr. Gheorghe Calcan, de la U.P.G.
28. Biografii alese sub harul Muzei Clio, 2016, tipografia "Karta-Graphic" din Ploiești.

## Studii, articole, evocări și documente pe teme de istorie și de politologie

### În reviste de istorie și de cultură, în anuare și în publicații școlare
1. Partidul Socialist din România și legislația muncii din anul 1920, în "Buletin informativ", nr. 5/1967, București (5 pagini).
2. Partidul Socialist din România și legislația privind dreptul de organizare în sindicate în perioada anilor 1919-1921, în "Buletin informativ", nr. 5/1968, București (6 pagini).
3. Deputații socialiști și imunitatea parlamentară între anii 1920-1921, în “Pagini din trecutul istoric al județului Prahova”, anuar al Muzeului de Istorie și Arheologie, red. resp. Nicolae I. Simache, Ploiești, 1971 (6 pagini).
4. Acțiunile grupurilor patriotice în timpul evenimentelor din august 1944 în Valea Prahovei, în “Revista gărzilor patriotice”, nr. 3/1971, București (10 pagini).
5. Din activitatea deputaților socialiști în parlamentul României. 1919-1921, în “Curierul Liceului I.L. Caragiale”, red. resp. Cristel Tănăsescu, Ploiești, 1971 (6 pagini).
6. Cu privire la luptele din august 1944 în Valea Prahovei, în “Ibidem”, red. resp. Aspasia Vasiliu, Ploiești, 1974 (4 pagini cu exemple edificatoare).
7. Contribuții la istoria petrolului românesc, în “Petrol-Gaze”, vol. XXIII, nr. 6/iunie 1974, Câmpina (4 pagini pe bază de date din arhive).
8. Despre desfășurarea luptelor din august 1944 în Prahova, în “Anale de istorie”, nr. 8/1974, București (4 pagini cu exemple la obiect).
9. Omniprezența Istoriei, în “Forum”, organ al Ministerului Învățământului, nr. 2/1978, București (4 pagini de teorie a istoriei).
10. Legislația asigurărilor sociale în România. 1918-1921, în “Carpica”, anuar al Muzeului de Istorie din Bacău, red. resp. Ioan Mitrea, nr. pe 1978 (8 pagini).
11. Formațiunile de luptă patriotice în evenimentele din august 1944 în Valea Prahovei, serial în trei episoade, în “Săptămâna culturală a capitalei”, director Eugen Barbu, nr. 6, 13 și 20, iulie 1979 (6 coloane cu nume de ofițeri români și germani).
12. Din lupta antifascistă în Valea Prahovei. 1940-1944, în “Revista de istorie”, redactor șef Aron Petric, organ al Institutului de Istorie “Nicolae Iorga” din București, nr. 8/1979 (18 pagini cu date din arhivele locale).
13. Ștefan Gheorghiu – luptător proeminent al mișcării socialiste și sindicale din România, în “Forum”, nr. 1/1979 (4 pagini cu accent pe actele sale din Prahova).
14. Evoluția vieții statale la români: epocile veche, medie și modernă, serial în trei episoade, în “Săptămâna culturală a capitalei” nr. 1, 8 și 15 august 1980 (6 coloane).
15. POSADA – 650 de ani de la bătălia din 1330, în “Ibidem”, din 28 noiembrie 1980 (2 coloane cu date convingătoare).
16. Criza economică și conflictele sociale din anii 1929-1933 în Valea Prahovei, în “Revista arhivelor”, nr. 4/1982 (12 pagini cu accent pe zona Ploieștilor).
17. Mișcarea Socialistă și Declarația de la Alba Iulia din 1 decembrie 1918, în “Săptămâna” din 2 decembrie 1983 (2 coloane: consecințe pentru România Mare).
18. Contribuția Clubului Social-Democrat din Ploiești la crearea, în 1893, a P.S.D.M.R., în “Studii și articole de istorie”, nr. XLVII-XLVIII, 1984, organ al Societății de Științe Istorice din România (7 pagini: rolul său ca celulă locală).
19. Falansterul de la Scăieni – Prahova: 150 de ani de la întemeierea acestei cooperative cu denumirea de “Soții Agronomi”, în “Anuar” al Muzeului de Istorie și Arheologie, Ploiești, 1984 (10 pagini vizând lucrări din străinătate).
20. Ce vor socialiștii români? – studiu de părintele social-democrației române: Constantin Dobrogeanu-Gherea, în “Studii și articole de istorie”, București 1986 (12 pagini).
21. Virgil Madgearu – Profesorul, în revista “România economică”, din 15-30 noiembrie 1990, București (2 coloane).
22. Viața social-politică din Ploiești în perioada 1918-1944, coautor, în “Anuar”, nr. III-IV pe 1991, filiala Prahova a Societății de Științe Istorice și cea a Arhivelor Naționale, red. resp. Const. Dobrescu (12 pagini cu date inedite).
23. Constantin Stere și Basarabia: de la Chișinău și Iași la Ploiești și Bucov, în “Anuar”, nr. III-IV pe 1991-1992 (4 pagini cu accent pe Bucov).
24. Începuturile industriei în Valea Prahovei, în “Anuar”, nr. V pe anul 1993 (12 pagini).
25. Dezvoltarea industriei prahovene. 1848-1918, în “Anuar”, nr. VI pe anul 1994 (24 pagini).
26. Refacerea industriei prahovene. 1918-1924, în “Anuar”, nr. VII pe anul 1995 (24 pagini).
27. Constantin Dobrogeanu-Gherea la Ploiești, în “Arhivele Prahovei”, nr. 1 pe 1996, red. resp. Const. Dobrescu, filiala Prahova a Arhivelor Naționale (6 pagini).
28. Industria românească la începutul epocii moderne, în “Anuar”, nr. VIII pe 1996 (10 pagini cu date din arhivele centrale și locale).
29. Starea industriei românești în perioada 1859-1916, în “Anuar”, nr. IX pe 1997 (12 pagini).
30. Despre problemele mai importante ale vieții economice și sociale românești, oglindite în documente interne și externe între 1859-1918, în “Ibidem” (8 pagini).
31. Take Ionescu și Marea Unire a Românilor, în “Arhivele Prahovei”, nr. 3 pe 1998 (6 pagini cu referiri și la legăturile lui cu Ploieștii).
32. Universitatea Populară de Vară “Nicolae Iorga” de la Vălenii de Munte în 40 de documente, coautor, în “Ibidem” (10 pagini cu date inedite).
33. Din istoria gândirii economice românești. 1859-1916, în “Buletinul Universității Petrol-Gaze”, nr. 20 pe 1998 (8 pagini).
34. Aspecte ale gândirii economice în Transilvania. 1867-1900, în “Ibidem” (4 pagini).
35. Despre transporturi și telecomunicații pe teritoriul românesc în epoca modernă, în “Arhivele Prahovei”, nr. 4/1999 (8 pagini).
36. Din activitatea liberalilor prahoveni. 1943-1948, în “Ibidem” (6 pagini pe bază de surse din arhivele locale și cu exemple de personalități).
37. Din activitatea național-țărăniștilor prahoveni. 1943-1947, în “Ibidem” (5 pagini pe bază de surse din arhivele locale și cu exemple de personalități).
38. Restituiri: despre rolul lui Eugeniu Carada în evenimentele de la 1870 din Ploiești, coautor, în “Ibidem” (4 pagini cu date inedite).
39. Restituiri: un document referitor la apariția unei “companii anonime” de petrol în vechea Românie, coautor, în “Ibidem” (1 pagină).
40. Trăsături generale ale economiei mondiale în epoca modernă, în “Ibidem”, nr. 5 pe 2000 (7 pagini cu exemple edificatoare).
41. Idei politice fundamentale în opera ISTORII de Herodot, în “Ibidem” (3 pagini).
42. Tradiții constituționale și parlamentare la români, în “Ibidem”, nr. 6 pe 2001 (8 pagini).
43. Nicolae Iorga și legăturile lui cu Prahova, în “Dosarele istoriei”, director Mircea Suciu, nr. 6 pe 2001, București (4 pagini).
44. Idei politice și economice în opera lui Aristotel, în “Arhivele Prahovei”, nr. 6 pe 2001 (8 pagini cu date biografice ale marelui filozof antic).
45. Presa prahoveană despre personalitatea lui Nicolae Iorga – aspecte din perioada interbelică, în “Ibidem” (4 pagini cu accent pe ziarul "PLOIEȘTII").
46. Să menținem trează atenția asupra istoriei Basarabiei!, în “Anuar”, nr. X pe 2001 (6 pagini cu date din presă și arhive).
47. Cu privire la evoluția societății petroliere “Astra Română”, coautor, în “Ibidem” (15 pagini despre conținutul unei teze de doctorat).
48. Despre “statul ideal” din “Republica” lui Platon, în “Arhivele Prahovei”, nr. 7 pe 2002 (9 pagini cu date biografice ale marelui filozof antic).
49. Nicolae Iorga și prezența lui în Prahova, în “Buletinul U.P.G.”, vol. LIV, seria 3 pe 2002 (6 pagini cu date din arhive).
50. Aspecte ale evoluției gândirii politice între 1848 și 1918 în vechea Românie, în revista “Școala Prahovei” din anul 2003, redactor șef dr. Dorin Stănescu – vicepreședinte al “Sindicatului Liber din Învățământ”, filiala Prahova.
51. Nicolae Iorga în imediata posteritate și amprenta personalității sale în Prahova. 1940-1948, serial în patru episoade, în revista “Axioma”, redactor șef Ieronim Tătaru, nr. 12 pe 2003 și nr. 1, 2, 3 pe 2004 (4 x 2 = 8 coloane cu date din arhive).
52. Din gândirea politică românească în epoca modernă, în “Buletinul U.P.G.”, vol. LVI, nr. 2 pe 2004 (8 pagini cu exemple de personalități).
53. Nicolae Iorga și Partidul Naționalist Democrat în viziunea presei și a documentelor de arhivă prahovene. 1890-1948, serial în trei episoade, în “Axioma”, nr. 1, 2 și 3 pe 2004 (3 x 2 = 6 coloane cu biografia marelui savant).
54. La 85 de ani de la Tratatul de Pace de la Trianon: să menținem trează atenția asupra odiseei Transilvaniei!, serial în nouă episoade, în “Ibidem”, nr. 4, 5, 6, 7, 8, 9, 10, 11, 12 pe 2005 (9 x 2 = 18 coloane sub pseudonimul Ionuț Băiculescu).
55. Din istoria gândirii politice pe plan universal, serial în două episoade, în “Ibidem”, nr. 4 și 5 pe 2006 (2 x 2 = 4 coloane sub pseudonimul Ionuț Băiculescu).
56. “Neamul Românesc” - editat în serie nouă, dar interzis sub regimul politic ceaușist în august 1978, în colaborare, în “Ibidem”, nr. 8 pe 2008 (6 coloane).
57. Constantin Dobrogeanu-Gherea și marea sa prietenie cu Ion Luca Caragiale, în “Ibidem”, nr. 5 pe 2010 (3 coloane cu date inedite legate de Ploiești).
58. 200 de ani de la prima răpire a teritoriului dintre Prut și Nistru. 16 mai 1812-16 mai 2012 (I), în revista "Atitudini", nr. 5/mai 2012.
59. 120 de ani de la constituirea Partidului Social-Democrat din România. Cronologie adnotată, în revista "Atitudini", nr. 4/aprilie 2013.
60. In memoriam: Nicolae Boaru, în "Ibidem", nr. 11/noiembrie 2013.
61. Momente din istorie în opera lui I.L. Caragiale, în "Ibidem", nr. 1/ianuarie 2014.
62. Cultura politică - o necesitate a vieții democratice de azi din România, în "Ibidem", nr. 4/aprilie 2014.
63. Familia regală în vizită la Universitatea Populară de Vară "Nicolae Iorga" de la Vălenii de Munte: 1912, 1921, 1922, 1923, 1924, 1928, 1930, 1934, 1936, în "Ibidem", nr. 8/august 2014.
64. In honorem: Ion Șt. Baicu, de Constantin Dobrescu, în "Ibidem", nr. 12/decembrie 2014.
65. Dumitru Munteanu Râmnic, schiță de portret, în "Gazeta cărților", nr. 1-4/2014.
66. Ion Șt. Baicu: la 80 de ani, medalion de Alina Cătunescu, în "Ibidem", 2014.
67. Istorici emblemtici ai Ploieștilor: Constantin Jennescu, în "Ibidem", nr. 1-2/2015.
68. O scurtă istorie a istoriografiei: din antichitate și până în epoca contemporană în plan european, național și la nivelul Prahovei, I, II, III, IV, V, VI VII, în revista "Atitudini", nr. 9-10/septembrie-octombrie 2015, nr. 10/octombrie 2015, nr. 11/noiembrie 2015, nr. 12/decembrie 2015, nr. 1/ianuarie 2016, nr. 2/februarie 2016, nr. 3/martie 2016.

### În culegeri de articole, de comunicări și de documente
69. Clubul Social-Democrat din Ploiești – o importantă organizație locală a P.S.D.M.R. 1891-1898, în “Prahova – Trepte în istorie”, coordonator dr. Ion Șt. Baicu, Ploiești, 1971 (16 pagini cu date din arhivele locale).
70. Mișcarea socialistă prahoveană și problemele duratei muncii și repausului duminical în perioada 1918-1921, în “File din trecutul istoric al județului Prahova”, redactor resp. Nicolae I. Simache – directorul Muzeului de Istorie și Arheologie al județului Prahova, Ploiești, 1971 (12 pagini).
71. Greva generală a petroliștilor din vara anului 1919, în “Hronic prahovean”, redactor resp. Mihail Vulpescu – președintele Comitetului de Cultură și Artă al județului Prahova, Ploiești, 1971 (6 pagini cu date inedite).
72. Greva generală din octombrie 1920 în Valea Prahovei și problemele legislației muncii, în “Slovă prahoveană”, redactor resp. Nicolae Ștefănescu – președintele Sindicatului din Învățământ, Ploiești, 1971 (5 pagini).
73. Legea sindicatelor profesionale din mai 1921 și atitudinea Partidului Socialist din România, în “Sesiune de comunicări și referate”, redactor resp. dr. Mihai Rachieru – directorul filialei Prahova a Arhivelor Naționale, Buc., 1973 (19 pagini).
74. Mișcarea socialistă din Prahova în preajma războiului de câștigare a independenței de stat a României, în “Prahova – Vatră de istorie”, coordonatori conf. univ. dr. Ion Șt. Baicu și drd. Gheorghe Marinică, Ploiești, 1977 (8 pagini).
75. Revoluția română de la 1821 și cele două invazii străine, în “Tineret - participare și progres social”, nr. 3/1987, redactor resp. asistent univ. dr. Mihai Dumitru, Ploiești (3 pagini cu exemple de personalități).
76. Nicolae Iorga – o evocare a vieții și operei sale – studiu introductiv la volumul “Nicolae Iorga și Prahova. Documente. 1889-1948”, în colaborare, ediția I în 1998 la Editura “Silex” din București și ediția II în 2000 la Editura “Scrisul Prahovean” din Cerașu din județul Prahova (50 pagini cu date legate de Prahova).
77. Viața politică prahoveană în documente. 1919-1938 – studiu introductiv la volumul “Viața politică prahoveană. Documente. 1919-1938”, în colaborare, Editurile “Silex” din capitală și “Scrisul Prahovean” din Cerașu, 2000 (33 pagini).
78. Dumitru Munteanu-Râmnic, un adept iorghist loial până la capăt, în volumul omagial “Nicolae Iorga - In memoriam: 130 de ani de la naștere”, în colaborare, Editura “Noel Computers” și Biblioteca “Nicolae Iorga”, 2001 (33 pagini).
79. Nicolae Iorga la Vălenii de Munte la începutul secolului XX, coautor, în volumul omagial “Istorie și conștiință: profesorului Ion Agrigoroaiei la a 65-a aniversare", coordonatori: colegii de breaslă Gheorghe Iacob și Cătălin Turliuc, Editura Universității “Al.I. Cuza” din Iași, 2002 (11 pagini).
80. O sinceră Autobiografie, în volumul omagial dedicat prof. univ. dr. Ion Șt. Baicu, la împlinirea vârstei de 70 de ani, cu titlul “Sub harul Muzei Clio”, coordonatori: Gheorghe Calcan și Gheorghe Borovină, Editura “Ploiești-Mileniul III”, 2004 (75 pagini).
81. August 1944: din epopeea luptelor cu trupele germane din Valea Prahovei în amintirile generalului Toma Zotter, în “23 august 1944 – Evaluări și controverse. Studii și comentarii”, coordonator Gavriil Preda, Editura “Ploiești-Mileniul III”, 2006 (10 pagini).
82. Liberalismul Prahovean – prefață la “O istorie a liberalismului politic în Prahova. 1875-1948” de Costin Vrânceanu, Editura “Ploiești-Mileniul III”, 2007 (9 pagini).
83. Ave… și tot înainte!, în “5 ani în slujba ani în slujba culturii”, coordonator ing. Constantin Trestioreanu, Editura “Ploiești-Mileniul III”, 2007 (2 pagini).
84. Social-Democrația și Marea Unire a Românilor din 1918. Atitudinea P.S.R. și a P.S.D. față de statul național unitar român până în 1938, în “1918 – Un vis împlinit”, coordonator Gavriil Preda, Editura “Universității Petrol-Gaze” din Ploiești, 2008 (37 pagini).
85. Nicolae Iorga în imediata posteritate și amprenta personalității sale în Prahova. 1940-1948, în “Nicolae Iorga. 1871-1940. Studii și documente”, vol. IX, coordonatori Constantin Bușe și Constantin Găucan, Editura “Universității din București”, 2009 (22 pagini).
86. Marea prietenie dintre Constantin Dobrogeanu-Gherea și Ion Luca Caragiale, în “Istorie și societate”, vol. I, coordonator Polin Zorilă, Ploiești, 2010 (4 pagini).
87. Nicolae Iorga și Prahova la 140 de ani de la nașterea savantului de renume mondial, în “Istorie și societate”, vol. II, coordonator Polin Zorilă, Ploiești, 2011 (3 pagini).
88. Viața politică și militară la Ploiești. 1848-1948, capitol în monografia “Marea Carte a Ploieștilor”, coautor, Editura “Ploiești-Mileniul III”, 2011 (150 pagini).

### În presa cotidiană și în cea periodică
În presa cotidiană și în cea periodică, Ion Șt. Baicu a publicat, până în prezent, circa 100 de articole și evocări, unele în seriale, dintre care următoarele au fost însoțite de note bibliografice:
89. Consecințele Marii Uniri din 1918 asupra evoluției postbelice a României – serial în două episoade, în “Prahova liberă” din 1 și 2 decembrie 1990 (exemple din Prahova).
90. Alexandru Ioan Cuza – domn pământean și mare patriot român, în “Prahova liberă” din 23 ianuarie 1991 (cu date legate de vizita sa la Ploiești).
91. De ce nu a ajuns principele Filip de Flandra, în 1866, pe tronul României ?, în “Prahova” din 3 aprilie 1992 (un răspuns cu argumente certe).
92. Alegerile parlamentare în istoria românilor – serial în trei episoade, în “Prahova” din 14, 15 și 16 mai 1992 (cu cazuri unice din Prahova).
93. Istoria – așa cum a fost: documente din arhivele prahovene – 1940, serial în două episoade, în “Ploieștii” din 14-20 mai și 21-27 mai anul 1992 (cu exemple).
94. Tradiții ale social-democrației din România - serial în trei episoade, în “Mesagerul de Prahova” din septembrie 1992 (cu date din arhive).
95. Să nu uităm odiseea Transilvaniei! – serial în 11 episoade, în “Prahova” din 15-25 noiembrie 1992 (cu nume de personalități).
96. Înainte de a fi rege, Carol I a fost domnitor al României – serial în două episoade, în “Prahova” din 25 și 26 aprilie 1993 (cu argumente edificatoare).
97. Tratatul de Pace de la Trianon: 1920 – serial în trei episoade, în “Prahova” din iunie 1995 (cu accent pe relațiile româno-maghiare).
98. Ce s-a întâmplat în ziua de 23 august 1944 – serial în șase episoade, în “Prahova” din august 1995 (cu date legate de Valea Prahovei).
99. Statul Asăneștilor – 810 ani de la întemeiere – serial în patru episoade, în “Prahova” din 11, 12, 13 și 14 octombrie 1995 (cu accent pe domnia lui Ioniță Caloian).
100. Social-Democrația în Valea Prahovei – serial în două episoade, în “Actualitatea prahoveană” din ianuarie-februarie 1996 (tradiții semnificative).
101. Nicolae Iorga – gloria României și a Europei, în “Prahova” din noiembrie 2000 (Sorbona).
102. Nicolae Iorga și Prahova la 130 de ani de la nașterea savantului de renume mondial – serial în trei episoade, în colaborare, în “Prahova” din 4, 5 și 6 iunie 2001 (Prahova).
103. Nicolae Iorga și Prahova – serial în patru episoade în “Generația tânără” din iulie-octombrie 2003 (cu date din arhive).
104. Cât de necesară e azi cultura politică! – serial în trei episoade, în “Prahova” din 24, 25 și 26 mai 2004 (un răspuns la obiect).
105. Constantin Dobrogeanu-Gherea la Ploiești – 150 de ani de la naștere și 85 de ani de la moarte – serial în opt episoade, în “Ploieștii” din mai și iunie 2005 (evocare).
106. Sisteme și regimuri politice – serial în 10 episoade, în “Ploieștii” din ianuarie-aprilie 2007.
107. La comemorarea asasinării marelui istoric Nicolae Iorga în luna noiembrie 1940, în “Ploieștii” din 24-30 iulie 2008 (cu date și semnificații).
108. Geopolitica – o știință reabilitată în epoca contemporană - serial în cinci episoade, în “Ploieștii” din 8-14 octombrie, 15-21 octombrie, 22-28 octombrie, 29 octombrie-4 noiembrie și 5-11 noiembrie anul 2009 (cu date inedite).
109. Constantin Dobrogeanu-Gherea la aniversarea a 155 de ani de la naștere și la comemorarea a 90 de ani de la moarte – serial în trei episoade, în “Ploieștii” din 13-19 mai, 20-26 mai și 27 mai-2 iunie 2010 (evocare și semnificații).
110. Grigore Tocilescu – 160 de ani de la nașterea proeminentului istoric și folclorist, fiu natural al Prahovei - serial în două episoade, în “Ploieștii” din 21-27 octombrie și 28 octombrie-3 noiembrie 2010 (reamintirea orașului Mizil).
111. 70 de ani de la asasinarea marelui istoric Nicolae Iorga și legăturile lui cu Prahova, în “Ploieștii” din 25 noiembrie-1 decembrie anul 2010 (evocare).
112. Presa prahoveană despre personalitatea lui Nicolae Iorga: in memoriam la 140 de ani de la nașterea savantului de renume mondial – serial în două episoade, în “Ploieștii” din 26 mai-1 iunie 2011 (cu accent pe datele ziarului "Ploieștii".

## Comunicări și intervenții susținute la sesiuni, simpozioane și emisiuni tv

### La nivel internațional
1. Tradiții istorice ale mișcării social-democrate în Valea Prahovei și în România (La București sub egida Fundației “Secolul XXI” și a conducerii P.D.S.R., în zilele de 27 și 28 aprilie 1993 în cadrul simpozionului internațional “Social-Democrația în Lumea Contemporană” cu participarea unor reprezentanți din România, Italia, Germania și Grecia).

### La nivel național și interjudețean
(în perioada 1970-1989)
2. Prahova – un centru important al apariției și al afirmării mișcării social-democrate din România (La Ploiești sub patronajul Societății de Științe Istorice din România: președinte profesor Nichita Adăniloaie – București).
3. Evenimentele din august 1944 în Valea Prahovei (La Pitești sub egida Societății de Științe Istorice din România: delegat prof. univ. dr. Gheorghe I. Ioniță – București).
4. Declarația de la Alba Iulia din 1 decembrie 1918 și problemele reglementării muncii în România Mare (La Bacău în organizarea Muzeului de Istorie și a filialei județene a Arhivelor Statului: a participat acad. Gheorghe Platon – Iași).
5. Criza economică și conflictele sociale din anii 1929-1933 la Ploiești și pe Valea Prahovei (La Ploiești la inițiativa Societății de Științe Istorice din România: delegat prof. univ. dr. Titu Georgescu – București).
6. Clubul Social-Democrat din Ploiești și rolul lui în crearea și în activitatea P.S.D.M.R. (La Brăila sub egida Societății de Științe Istorice din România: președinte prof. univ. dr. Ioan Scurtu – București).
7. În legătură cu dezvoltarea industriei de petrol în epoca modernă la Moreni (La Târgoviște în organizarea Muzeului de Istorie al județului Dâmbovița: a fost prezent profesor emerit dr. Aurel Iordănescu – București).
8. Noi mărturii documentare privind viața economică și socială, în perioada interbelică, a orașului Râmnicu Sărat (La Buzău la inițiativa filialei locale a Arhivelor Statului: a participat prof. univ. dr. Petre Constantin – București).
9. Nicolae Iorga – mare istoric român și savant de renume mondial (La Vălenii de Munte în cadrul simpozionului dedicat centenarului nașterii reputatului cărturar și apostol al neamului nostru: inițiator – prof. Ioan Jinga din partea autorităților județului Prahova).
10. Documentele de arhivă și rolul lor în cercetarea științifică monografică (La București sub egida Direcției Generale a Arhivelor Naționale: a luat parte doctor în istorie Vasile Arimia).

### La Filiala Prahova a Societății de Științe Istorice din România
(între anii 1970-1995 în timpul mandatelor de președinți ale profesorilor emeriți Nicolae I. Simache și Paul D. Popescu, ca secretară fiind Florica Dumitrică de la ARHIVE)
11. Partidul Socialist și legislația muncii în România: 1918-1921: date din Arhive.
12. Răzvrătirile ciocănașilor și măglașilor din salinele de la Telega și Slănic de Prahova: secolele XVIII-XIX - date inedite din arhivele locale.
13. Clubul Socialist al Muncitorilor din Ploiești și rolul lui în înființarea și în afirmarea, la finele veacului XIX, a Partidului Social-Democrat al Muncitorilor din România.
14. Despre începuturile dezvoltării industriei în fostele județe Saac și Prahova – după 1821.
15. Constantin Dobrogeanu-Gherea la Ploiești și legăturile cu I.L. Caragiale.
16. Constantin Dobrogeanu-Gherea, părintele social-democrației din România și relațiile lui Karl Kautski din Germania, lider în materie în Europa.
17. “Democrația Socială” din 1892 – prima gazetă socialistă de pe meleagurile Prahovei și aportul lui Alexandru Radovici și Anton Bacalbașa.
18. Take Ionescu - fiu natural al Ploieștilor, rolul lui important în realizarea Marii Uniri a Românilor și om politic de talie europeană.
19. Din activitatea social-democraților Alexandru G. Radovici și Anton Bacalbașa la Ploiești și pe Valea Prahovei: rolul lor în apariția "Democrației Sociale".
20. Refacerea și dezvoltarea industriei petrolului, în perioada 1919-1928, în Valea Prahovei și, în general, în România Mare: concluzii și semnificații.
21. Constantin Stere la Ploiești și la Bucovul de Prahova: cu date inedite din arhive.
22. Despre conflictele sociale, în perioada 1929-1933, în orașul Ploiești, în Prahova și în România: cu date și documente din arhivele locale.
23. Desfășurarea luptelor româno-germane din august 1944 la Ploiești și pe Valea Prahovei.
24. Din activitatea Internaționalei Socialiste și legăturile ei cu Partidul Social-Democrat din România: cu date, semnificații și concluzii.

### La Filiala Prahova a Arhivelor Naționale
(în răstimpul 1970-2000, în funcțiile de directori fiind dr. Mihai Rachieru și dr. Constantin Dobrescu - absolvenți ai Universității "Al. I. Cuza" din Iași)
25. Contribuții la istoria industriei românești în epoca modernă. 1848-1918, inclusiv aspectele din Valea Prahovei și din văile Slănicului și Teleajenului.
26. Evoluția gândirii economice, între 1859-1916, în epoca modernă a României Vechi: rolul lui Dionisie Pop Marția, Alex. D. Xenopol și Petre S. Aurelian.
27. Legea sindicatelor profesionale din mai 1921 și atitudinea față de ea a Partidului Socialist din România: date semnificative din Arhive.
28. Idei politice în opera lui Herodot din Halicarnas.
29. Presa prahoveană din perioada interbelică despre personalitatea și opera lui Nicolae Iorga.
30. Documente din arhive referitoare la bombardamentele aviației sovietice și anglo-americane asupra orașului Ploiești. 1941-1944: urmări și efortul de refacere.

### La Universitatea "Petrol-Gaze" din Ploiești
(de la 1975 la 2002, la nivel de instituție, în cadrul catedrei de științe socio-umane și juridice și la dezbaterile inițiate de cercul “Diotima” de sub conducerea lui Jean Popescu)
31. Metodica predării “Cursului de istorie”.
32. Liberalism și neoliberalism în istoria României.
33. Despre evoluția doctrinelor și curentelor politice.
34. Cu privire la istoricul gândirii economice în România.
35. Interferențe: Nicolae Iorga și Nae Ionescu.
36. Idei politice promovate de către anticii Sofiști.
37. În legătură cu “statul ideal” imaginat de Platon.
38. Idei economice în opera lui Aristotel.
39. Revoluția română de la 1821 și cele două invazii străine: cea otomană și cea în frunte cu prințul Alexandru Ipsilante. Sacrificarea lui Tudor Vladimirescu.
40. Considerații privind doctrina social-democrată în epocile modernă și contemporană: semnificații, concluzii și exemple de personalități: Dobrogeanu-Gherea.

### În cadrul Societății "Ploiești-Mileniul III"
(în perioada 2002-2012: președinte – inginer Constantin Trestioreanu)
41. Personalitatea lui Nicolae Iorga în paginile presei din Ploiești între anii 1905-1940: ce se scria în ziarul “Ploieștii” de sub conducerea lui Eugen Ionescu?
42. Cu privire la manualul subsemnatului “Politologia în compania Muzei Clio”, apărut la Editura “Sprinten Infomar” din Ploiești.
43. Despre inscripția iorghistă de pe monumentul regelui Matei Corvin de la Cluj-Napoca: controversele româno-maghiare și rolul lui Nicolae Iorga.
44. Ce scrie, în memoriile sale, fostul ministru de externe sovietic Veaceslav Molotov? Comentariile din revista “Foreign Policy” - versiunea din România.
45. Marea prietenie dintre Gherea și Caragiale: rolul lor în istoria Ploieștilor.
46. Eugen Lovinescu – profesor la Ploiești: la 130 de ani de la nașterea mentorului cenaclului literar “Sburătorul” din București.
47. Constantin Dobrogeanu-Gherea la Ploiești: la 155 de ani de la naștere și la 90 de ani de la moarte: date din arhive și din presa din vechea Românie.
48. Constantin Stere și Bucovul de Prahova: la 145 de ani de la nașterea autorului romanului-fluviu “În preajma Revoluției”. Cine vizita Bucovul?
49. Geopolitica – o știință reabilitată în epoca contemporană: nume de personalități.
50. Grigore Tocilescu – la 160 de ani de la nașterea proeminentului istoric român, fiu natural al Prahovei: legăturile lui cu Prahova.
51. Domnitorul Alexandru Ioan Cuza și Elena Doamna în vizitele lor la Ploiești: ce scria ulterior I.L. Caragiale? Dar doctorul inginer Carol Nicolae Debie?
52. La a zecea aniversare a Societății Culturale “Ploiești-Mileniul III”: stil și faimă în opinia publică din orașul lui Moș Ploaie. Ce va urma după decenii?

### La emisiuni tv
53. Doctrina Social-Democrată și locul ei în istoria românilor (La o emisiune de la “Alpha TV”: moderator asist. univ. drd. Mihai Apostolache, deputat în parlamentul României).
54. Nicolae Iorga – mare istoric român și savant de renume mondial. 1871-1940 (La emisiunea “Modele” de la “Speranța TV”: moderator pastor dr. Cornel Dărvășan).
A ținut expuneri/conferințe de-a lungul perioadei 1970-2000  în întreprinderi și instituții, în așezăminte culturale și artistice, în unități de învățământ de toate gradele. Temele, în abordări libere și, mai rar, scrise, vizau probleme fundamentale ale istoriei naționale și locale: de la etnogeneza românească și evoluția vieții statale și până la aspecte legate de revoluțiile române de la 1821 și 1848, de făurirea statului național unitar român, de sistemul politic și regimurile politice în perioada 1918-1944, de evenimentele din august 1944 cu accente, desigur, pe aportul, destul de consistent, al populației din orașul Ploiești și de pe văile Prahovei, Teleajenului și Slănicului.